# Lidija Nikolajewna Smirnowa

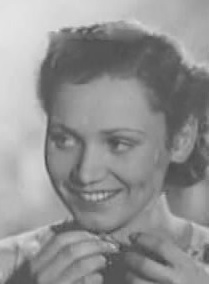
Lidija Smirnowa, 1938

Lidija Nikolajewna Smirnowa (russisch Лидия Николаевна Смирнова; * 31. Januarjul. / 13. Februar 1915greg. in Tobolsk (nach anderen Angaben in Menselinsk); † 25. Juli 2007 in Moskau) war eine sowjetische und russische Schauspielerin.

## Leben
Lidija Smirnowa verbrachte ihre Kindheit in Sibirien. Später zog sie nach Moskau um und ging dort zunächst auf die Choreographie-Schule des Bolschoi-Theaters. Dann begann sie – nach einem kurzen Intermezzo an einer flugtechnischen Hochschule – ein Studium an der Theaterschule beim Moskauer Kammertheater. Zugleich begann ihre Karriere als Filmschauspielerin. Berühmt wurde sie durch ihre erste Hauptrolle im Streifen Meine Liebe. Insgesamt spielte Smirnowa in über 50 Filmen mit.

## Filmografie (Auswahl)
- 1940: Meine Liebe (Моя любовь)
- 1946: Söhne (Сыновья)
- 1950: Sie haben eine Heimat (У них есть Родина)
- 1953: Geschäft mit dem Tode (Серебристая пыль)
- 1957: Das Haus, in dem ich wohne (Дом, в котором я живу)
- 1963: Es geschah in der Miliz (Это случилось в милиции)
- 1965: Wer heiratet wen? (Женитьба Бальзаминова)
- 1968: Der Dorfdetektiv (Деревенский детектив)
- 1970: Weiße Sonne der Wüste (Белое солнце пустыни)[3][4]
- 1983: Aus ist’s mit der Ruhe (Спокойствие отменяется)

## Auszeichnungen
- 1951 – Stalinpreis
- 1974 – Volkskünstlerin der UdSSR
- 1995 – Verdienstorden für das Vaterland 4. Stufe
- 2000 – Verdienstorden für das Vaterland 3. Stufe
- 2005 – Orden der Freundschaft